# Psilotrichum angustifolium
Psilotrichum angustifolium är en amarantväxtart som beskrevs av Ernest Friedrich Gilg. Psilotrichum angustifolium ingår i släktet Psilotrichum och familjen amarantväxter. Inga underarter finns listade i Catalogue of Life.